# 嘉定环城河
嘉定环城河又稱嘉定城河，是位於中國上海市嘉定區的環形河流，也是歷史上嘉定縣的護城河。嘉定环城河全长6.5公里，水面面积21.8万平方米，河面上共有16座桥。

## 歷史
嘉定环城河由嘉定縣首任知县高衍孙在任期間开挖。期初嘉定環城河並不是現在的長度。隨著元朝、明朝時期嘉定縣縣城的擴大，環城河的長度也進一步增加。現在嘉定環城河的長度和走向是在嘉靖年间定型。

## 沿河步道
嘉定环城河內圈沿河岸边铺设宽2.5米的步道，步道全長6.5公里。2018年7月，嘉定城河内圈步道全部貫通。